# Sedane Ag Hita
Sedane Ag Hita, dit Abou Abdel Hakim al-Kidali, est un militaire et djihadiste malien.

## Biographie
Originaire de Kidal, Sedane Ag Hita intègre la garde nationale de l'armée malienne où il reçoit le grade de sergent-chef,.
Il déserte en 2006 et prend part à une nouvelle rébellion touarègue. 
Au début des années 2010, il rallie Al-Qaïda au Maghreb islamique (AQMI). Il intègre la katiba Al-Ansar, dirigée par Abdelkrim al-Targui,, et est actif dans la région de Kidal. Il prend la kunya d'« Abou Abdel Hamid al-Kidali » ou d'« al-Qaïrawani » comme nom de guerre.
En novembre ou décembre 2012, la katiba Youssef Ibn Tachfin est créée et Sedane Ag Hita en prend le commandement,. Cette brigade, composée principalement de Touaregs, est active dans la région de Kidal et plus particulièrement dans l'Adrar Tigharghar. 
En février 2013, Sedane Ag Hita échappe aux bombardements français pendant la bataille du Tigharghâr. Il se réfugie du côté d'Aguel'hoc et aurait alors annoncé avoir fait défection d'AQMI. Il tente d'entrer en contact avec le MNLA et aurait témoigné de la mort d'Abou Zeid,. 
Selon RFI, Sedane Ag Hita serait directement impliqué dans l'enlèvement et le meurtre des journalistes Ghislaine Dupont et Claude Verlon le 2 novembre 2013,. Il aurait pris part à l'opération dans le but d'obtenir la libération de ses neveux. Ces derniers sont finalement relâchés en décembre 2014 en échange de l'otage Serge Lazarevic, mais l'un d'entre eux, Mohamed Ali Ag Wadossène, est ensuite tué le 7 juillet 2015, lors d'une opération de l'armée française.
En 2020, RFI estime que Sedane Ag Hita est devenu le numéro 2 du Groupe de soutien à l'islam et aux musulmans, dirigé par Iyad Ag Ghali. Il a mené les négociations qui aboutissent en octobre 2020 à la libération de 200 djihadistes contre les otages Soumaïla Cissé, Sophie Pétronin, Pier Luigi Maccalli et Nicola Chiacchio.
En juillet 2024, il commande les djihadistes lors de la bataille de Tinzawatène, où des dizaines de militaires maliens et de mercenaires russes du Groupe Wagner sont tués ou faits prisonniers.